# Будда
Бу́дда (санскр. बुद्ध, буквально — «пробудившийся», «просветлённый») в буддизме — титул существа, обретшего «высшее состояние духовного совершенствования», имя Будды Шакьямуни либо имя одного из бесчисленных существ, достигших просветления (бодхи). Буддовость (санскр. buddhatva, пали buddhatta, buddhabhāva) — состояние, присущее будде. В махаянской традиции буддовость сокрыта в каждом существе.

## Значение и смысл понятия
Состояние будды, буддовость — это состояние пробуждённого существа, которое нашло путь прекращения неудовлетворённости и страдания (дуккхи). В общем смысле можно говорить о прекращении «страдания», созданного привязанностью к желаниям и искажённым восприятием и мышлением, после которого пробуждённое существо обретает положение «прекращения обучения».

### Неединственность
Сиддхартха Гаутама (после пробуждения называемый «Буддой Шакьямуни»), живший приблизительно с 623 по 543 год до н. э. и достигнувший бодхи около 588 года до н. э., не считается ни первым, ни последним буддой. С точки зрения классической[уточнить] буддийской доктрины буддой является любой, открывший дхарму (истину) и достигший просветления.
В буддийской космологии говорится о неисчислимом количестве подобных существ, так что Гаутама Будда является наиболее известным представителем в череде будд, идущей из далёкого прошлого в далёкое будущее. Его первым известным предшественником в махаяне считается будда Дипанкара, а следующего за Гаутамой будду, по признанию всех школ, именуют Майтрейей. Список из 24 будд перечислен в «Хронике будд» («Буддхавансе»), написанной примерно в V веке, из «Нидана-катхи» — не входящего в Палийский канон сборника историй о жизни Будды Шакьямуни.
Согласно Палийскому канону, существует список из семи будд прошлого, в котором Гаутама-будда является седьмым. Также существует список из 28 будд прошлого, в котором перед Дипанкарой записаны ещё три будды.
Согласно буддийской традиции, текущей махакальпой мира (периодом от создания мира и до его разрушения) является Бхадракальпа (санскр. «Благая кальпа»). В данную махакальпу, согласно традиции, должно появиться 1000, 1005 или 1008 будд. Приблизительно в текущей кальпе один будда может появляться каждые пять тысяч лет. При этом такое количество будд считается большой удачей, и такая кальпа характеризуется как «буддоносная». В другие пустые кальпы может не появиться ни одного будды. Будда Шакьямуни является четвёртым буддой текущей кальпы. Первым буддой считается Будда Кракуччханда, вторым Будда Канакамуни, третьим Будда Кашьяпа. Предыдущие три будды из семи будд прошлого Випашьин, Шикхин и Вишвабху считаются существовавшими в предыдущую кальпу.

### Отличие от центральных фигур других религий
Будда, согласно базовым представлениям буддизма, представляет собой не бога, «посредника между людьми и высшими силами» или спасителя, а учителя, обладающего способностью вывести разумные существа из сансары.

### Отличие от других буддийских фигур
Между типами буддийских фигур есть серьёзные различия, не всегда очевидные для поверхностного взгляда человека, мало знакомого с буддизмом и обычно проводящего прямые аналогии с теистическими фигурами. Для буддистов и буддологов эти различия очевидны и важны.
Так, кроме собственно будд, в буддизме различают (и тоже создают их изображения и статуэтки, — но это не будды):
- бодхисаттв (существ, взявших на себя миссию пробуждения сознания всех чувствующих существ),
- дхармапал (защитников учения и его носителей),
- да́кини (в тантрическом буддизме — женские духи, носительницы тайных учений),
- йидамов (медитационные формы будд),
- богов (дэва на санскрите, лха на тибетском; — в буддизме они, как и люди, — сансарные существа, так же подверженные закону причинно-следственной связи и пребывающие в неведении относительно своей истинной природы)
- и других.

### Общедоступность состояния будды
Блаженство пробуждённого состояния, нирвана, — согласно буддизму, доступно всем существам; при этом в ортодоксальном буддизме считается, что для достижения нирваны необходимо вначале родиться человеком. Подчеркивая эту всеобщую доступность, а также учитывая очень малый шанс родиться человеком, равный вероятности того, что «черепаха, плавающая в глубинах мирового океана, вынырнув на поверхность, сразу же попадёт головой в отверстие единственного деревянного круга, кем-то брошенного в океан», буддизм рекомендует людям в своей жизни:
- (с точки зрения хинаяны) достигнуть пробуждения (нирваны) для себя;
- (с точки зрения махаяны) вначале достигнуть пробуждения самостоятельно, а затем окончательно освободить всех остальных существ от страдания.

## Будда Шакьямуни
В соответствии с правилами русского языка, слово «Будда», написанное с большой буквы, означает конкретную историческую личность — Сиддхартху Гаутаму, наследника знатного рода Шакьев, принадлежавшего к касте воинов и правителей.
Биография Сиддхартхи Гаутамы известна только в изложении его последователей. Изначально изложения представляли собой устные повествования, позднее были записаны тексты, такие как Палийский канон (содержащий значительные фрагменты биографии Будды Шакьямуни), «Махавасту», «Лалитавистара», «Ниданакатха», «Буддхачарита», «Абхинишкрамана-сутра». Самые знаменитые сказания о жизни Будды и о прошлых жизнях Будды входят в сборник «Джа́таки», составленный около II века до н. э. на языке пали.

## Скульптурные изображения Будды
- Статуя «Большого будды» (Дайбуцу) Амитабхи в Японии, храм Котоку-ин; воздвигнута в 1252 году
- Голова Будды. Национальный музей Индии
- Будда в греко-буддийском стиле I—II вв. Гандхара (современный Пакистан). (Стоящий Будда в Национальном музее Токио)
- Фигурка Будды из книги 1902 года
- Фигура Будды в стиле Дваравати (государство IV–XI веков на территории современного Таиланда)
- Статуя Будды в Лэшане,  Сычуань, Китай

### Известные будды (в алфавитном порядке)
- Акшобхья
- Амитабха
- Амогхасиддхи
- Будда Гаутама
- Ваджрадхара
- Вайрочана
- Дипанкара
- Кашьяпа [англ.]
- Майтрея
- Падамуттара
- Ратнасамбхава
- Самантабхадра (Будда)